# Sexteto Milonguero
Das Sexteto Milonguero ist ein argentinisches Tango-Orchester, das im Jahr 2006 in Buenos Aires von Javier Di Ciriaco gegründet wurde.

## Geschichte
Das Sexteto Milonguero besteht aus sieben Mitgliedern: Mauricio Jost (Bandoneon), Diego Braconi (Bandoneon), Marisol Canessa (Violine), Mariano Laplume (Violine), Cristian Sepúlveda (Kontrabass), Gervasio Ledesma (Piano) und Javier Di Ciriaco (Gesang). 
Die Gruppe spielt ein Repertoire aus Tangos, Milongas und Valses der 1940er Jahre, des sogenannten Siglo de Oro des argentinischen Tangos. Darunter finden sich sowohl gesungene, als auch instrumentale Stücke. Außerdem spielt das Sexteto Milonguero auch einige Stücke aus der argentinischen Folklore, sowie das in Argentinien sehr populäre Cuarteto. Die Musik dieses Orchesters ist vornehmlich auf die Anforderungen von Tänzern ausgerichtet. 
Das Orchester tritt häufig in den Milongas in Buenos Aires auf und gastiert auch auf zahlreichen Bühnen im Rest des Landes, sowie im südamerikanischen Ausland (Brasilien, Chile, Venezuela). Im Jahr 2007 machte die Gruppe ihre erste Europa-Tournee, auf die in den Folgejahren regelmäßige Konzertreisen folgten. Dabei waren sie u. a. in Belgien, Deutschland, Frankreich, Griechenland, Großbritannien, Italien, den Niederlanden, Schweden, der Schweiz, der Türkei und Tschechien zu Gast.

## Veröffentlichungen
- 2007: Pa' que bailen
- 2010: 7 Siete
- 2013: Doble o nada

## Belege
1. ↑  Sexteto Milonguero live in Erfurt 2015 (Memento des Originals vom 14. Juni 2015 im Internet Archive)  Info: Der Archivlink wurde automatisch eingesetzt und noch nicht geprüft. Bitte prüfe Original- und Archivlink gemäß Anleitung und entferne dann diesen Hinweis.